# Pissotschne (Kowel)
Pissotschne (ukrainisch Пісочне; russisch Песочное Pessotschnoje, polnisch Piaseczno) ist ein Dorf im Zentrum der ukrainischen Oblast Wolyn mit etwa 800 Einwohnern (2006).

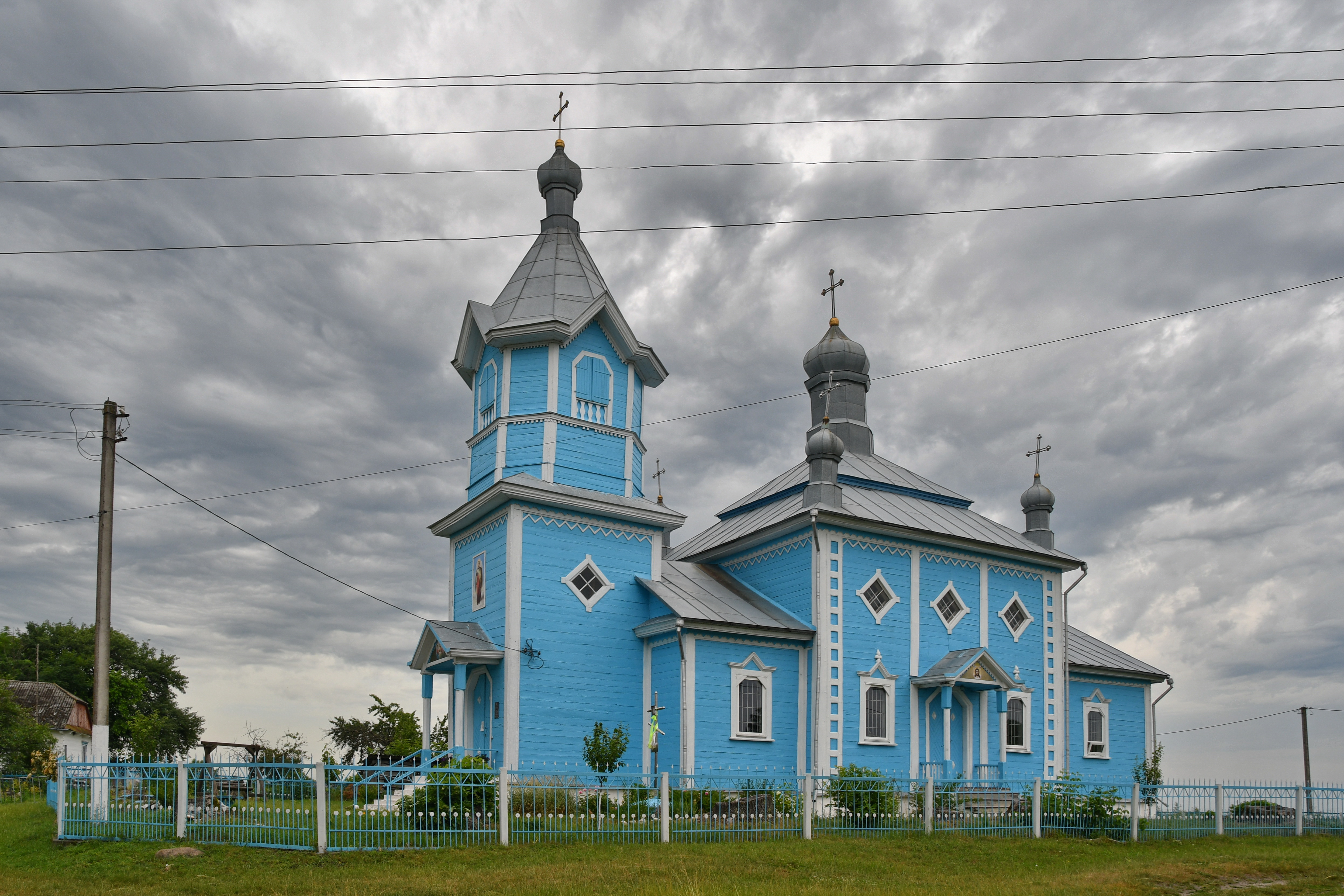
Kirche im Ort

Pissotschne liegt im Osten des Rajon Kowel an der Fernstraße M 07 / E 373 37 km östlich vom Rajonzentrum Kowel. Die Oblasthauptstadt Luzk liegt 69 km südlich von Pissotschne.
Im Dorf steht die denkmalgeschützte Holzkirche St. Michael (Михайлівська церква) von 1866 (Denkmal Nr. 175-м).

## Geschichte
Die Ortschaft wurde bereits vor der dritten polnischen Teilung 1795 erwähnt und gehörte zur Adelsrepublik Polen (in der Woiwodschaft Wolhynien), kam dann zum Russischen Reich, wo es im Gouvernement Wolhynien lag und Pessotschnoje genannt wurde. Nach dem Ersten Weltkrieg gehörte das Dorf zunächst zur Westukrainischen Volksrepublik und fiel 1921 an die Zweite Polnische Republik, wo es zur Woiwodschaft Wolhynien in den Powiat Kowel, Gmina Powórsk kam. Infolge des Hitler-Stalin-Pakts besetzte die Sowjetunion das Dorf und nach dem deutschen Überfall auf die Sowjetunion im Juni 1941 war die Ortschaft bis 1944 unter deutscher Herrschaft (im Reichskommissariat Ukraine). Nach dem Zweiten Weltkrieg kam das Dorf erneut zur Sowjetunion und wurde in die Ukrainische SSR eingegliedert. Seit dem Zerfall der Sowjetunion 1991 ist es ein Teil der unabhängigen Ukraine.
Am 1. Juli 2016 wurde das Dorf ein Teil der neugegründeten Landgemeinde Poworsk, bis dahin bildete es die gleichnamige Landratsgemeinde Pissotschne (Пісочненська сільська рада/Pissotschnenska silska rada) im Osten des Rajons Kowel.